# Kalmar AIK FK
Kalmar AIK FK är den svenska sportklubben Kalmar AIK:s fotbollsklubb. Klubben spelar 2021 i Division 4, men var under 1980-talet och början av 1990-talet flera gånger nära Allsvenskan och var i flera år ett av topplagen i dåvarande division 2. De bästa placeringarna är två tredjeplatser i näst högsta serien (1987 och 1988). 
Hemmamatcherna spelas på Fredriksskans IP, den bästa publiksiffran kommer från ett lokalderby mot Kalmar FF som spelades den 1 juni 1983 inför 10.259 personer. Bland de mest framstående spelarna finns Jesper Ljung (som senare spelat i t.ex. Landskrona, Helsingborg och Häcken), Ingvar "Mysing" Petersson, Paul Ivey och Daniel Mobaeck (senare Kalmar FF och Elfsborg). 

## Rivalitet och fans
Historiskt är Kalmar AIK arbetarnas lag, medan Kalmar FF är medelklassens lag. Under 1900-talet utgjorde klassmotsättningen och den geografiska närheten i form av att de båda lagen delade arenan Fredriksskans en grogrund för intensiv rivalitet. Men under 2000-talet så har Kalmar FF totalt sprungit i från Kalmar AIK och på grund av skillnaden med flera divisioner lagen emellan så möts de båda ärkefiendena numera mycket sällan. Kalmar AIKs fans kallas för blåtoppar och Kalmar FFs för rödtoppar.

## Spelartruppen 2015
| Nr | Land    | Pos | Namn                     |
| -- | ------- | --- | ------------------------ |
| 20 | Sverige | F   | Magid Kadhim             |
| 2  | Sverige | F   | David Steglander         |
| 3  | Sverige | F   | Saman Eliassi            |
| 4  | Sverige | F   | Kelly Kristensen         |
| 6  | Sverige | F   | Oscar Borgh              |
| 7  | Sverige | A   | Shaho Adbulahiayan       |
| 9  | Sverige | A   | Armin Muratovic          |
| 10 | Sverige | A   | Andreas Forshage-Persson |
| 11 | Sverige | A   | Adel Haj Osman           |
| 12 | Sverige | MF  | Flamur Dzelili           |
| 13 | Sverige | A   | Carl-Johan Holm          |
| 14 | Sverige | F   | Eddie Mellström          |
| 15 | Sverige | F   | Carl Andreasson          |
| 16 | Sverige | MF  | Anton Håkansson          |

| Nr | Land    | Pos | Namn                 |
| -- | ------- | --- | -------------------- |
| 17 | Sverige | MF  | Tobias Svensson      |
| 18 | Sverige | MF  | Taif Sultan          |
| 19 | Sverige | MF  | Hobbe Regebro        |
| 20 | Sverige | MF  | Pontus Dorch         |
| 28 | Sverige | MF  | Kasim Sultani        |
| 25 | Sverige | F   | Anton Erlandsson     |
| 26 | Sverige | F   | Christofer Dahlström |
| 27 | Sverige | MF  | Felix Gunnarsson     |
| 28 | Sverige | MF  | Oskar Cardmo-Drott   |
| 29 | Sverige | MV  | Melvin Petersson     |
| 30 | Sverige | MV  | Martin Karlsson      |
| 52 | Sverige | F   | Kim Jensen           |
| 99 | Sverige | A   | Kevin Kristensen     |